# Obertura italiana
La obertura italiana, también denominada obertura napolitana, es una pieza instrumental que se sitúa al comienzo de una obra más extensa a modo de introducción estructurada en tres tiempos según la secuencia rápido-lento-rápido. Tal esquema de obertura es el antagonista de la denominada obertura francesa (lento-rápido-lento). 
Este tipo de obertura fue empleada con profusión durante el período barroco, sobre todo en Italia, de ahí su nombre. Entre otros muchos, Antonio Vivaldi, Arcangelo Corelli, Alessandro Scarlatti y Domenico Scarlatti fueron los compositores que más la usaron. 

## Historia
Su origen se remonta a los primeros tiempos de barroco italiano. Ya en el oratorio Sant'Alessio de Stefano Landi (1632) aparecen pequeñas sinfonías a modo de entreactos que siguen el esquema allegro-adagio-allegro. Su estructura, por tanto, es idéntica a la del concerto. De hecho, estas oberturas equivalen a pequeños concerti situados a comienzos de las obras que preludian. En el mundo operístico del barroco italiano, este tipo de oberturas eran denominadas sinfonie avanti l'opera.